# Spiel mit dem Schicksal (2020)
Spiel mit dem Schicksal (engl. Playdate with Destiny) ist ein fünf-minütiger US-amerikanischer Animationskurzstummfilm und ein Ableger der Zeichentrickserie Die Simpsons aus dem Jahr 2020. Nach dem Animationsfilm Die Simpsons – Der Film und dem Kurzfilm Der längste Kita-Tag ist Spiel mit dem Schicksal der dritte Simpsons-Film.
Nach Der längste Kita-Tag ist dies der zweite Kurzfilm mit Maggie Simpson als Hauptfigur. Regie führte David Silverman.

## Handlung
Marge Simpson fährt mit Maggie zu einem Spielplatz, auf dem sie das Baby in einen Sandkasten direkt vor eine Rutsche setzt. Kurz bevor ein Junge runter rutscht und Maggie trifft, wird sie von einem anderen Baby namens Hudson weggezogen, ist direkt von ihm fasziniert und schenkt ihm ihre blaue Haarschleife. Die beiden verbringen einen altersgerecht romantischen Tag bis Hudson von seiner Mutter ins Auto gesetzt wird und er ihr zum Abschied zuwinkt.
Nachts träumt Maggie von Hudson und bereitet sich am nächsten Morgen aufgeregt auf das Wiedersehen vor. Doch ihr Vater Homer Simpson fährt mit ihr nicht auf den gestrigen Spielplatz, sondern eine Ausfahrt weiter zu einer Skater-Anlage, wo er sich einen Taco kauft. Auf einem Skateboard fahrend sieht sie Hudson auf dem Spielplatz nach ihr suchen. Als Homer am nächsten Tag wieder am Spielplatz vorbei fährt, reißt Maggie das Lenkrad rum und steuert zurück auf den Parkplatz. Dort sieht sie Hudson in einen Zug steigen und macht sich auf den Weg zu ihm. Enttäuscht, dass sie ihn nicht rechtzeitig erreicht hat, setzt sie sich auf den Boden und wird kurz darauf von Hudson mitgenommen, als er wieder bei Maggie vorbeit fährt. Der Zug dreht nur einen kleinen Kreis, was beiden vorher nicht bewusst war. Statt eines Kusses tauschen sie am Ende ihre Schnuller.

## Veröffentlichung
Spiel mit dem Schicksal wurde in den Vereinigten Staaten ab dem 6. März 2020 als Vorfilm zu Onward: Keine halben Sachen gezeigt. In Deutschland erschienen beide Filme bereits einen Tag früher. Die Ankündigung dazu erfolge am 28. Februar 2020 auf Instagram.
Nachdem Disney Teile des Medienunternehmens 21st Century Fox gekauft und damit auch die Eigentümerschaft über Die Simpsons erhalten hat, sind die Produzenten auf Pixar zugegangen und baten darum, Spiel mit dem Schicksal als Vorfilm zu einem Pixar-Film zeigen zu dürfen.
Seit dem 10. April 2020 ist Spiel mit dem Schicksal auf Disney+ zu sehen.

## Trivia
- Zu Beginn des Films verwandelt sich der stilisierte Kopf von Micky Maus zum Gesicht von Homer Simpson mit zwei Donuts als Ohren und Disney heißt Die Simpsons willkommen.
- Die Geschichte von Maggie und Hudson wird in der 18. Folge der 31. Staffel (Maggies erste Liebe) fortgesetzt.